# St. Georg (Meuspath)

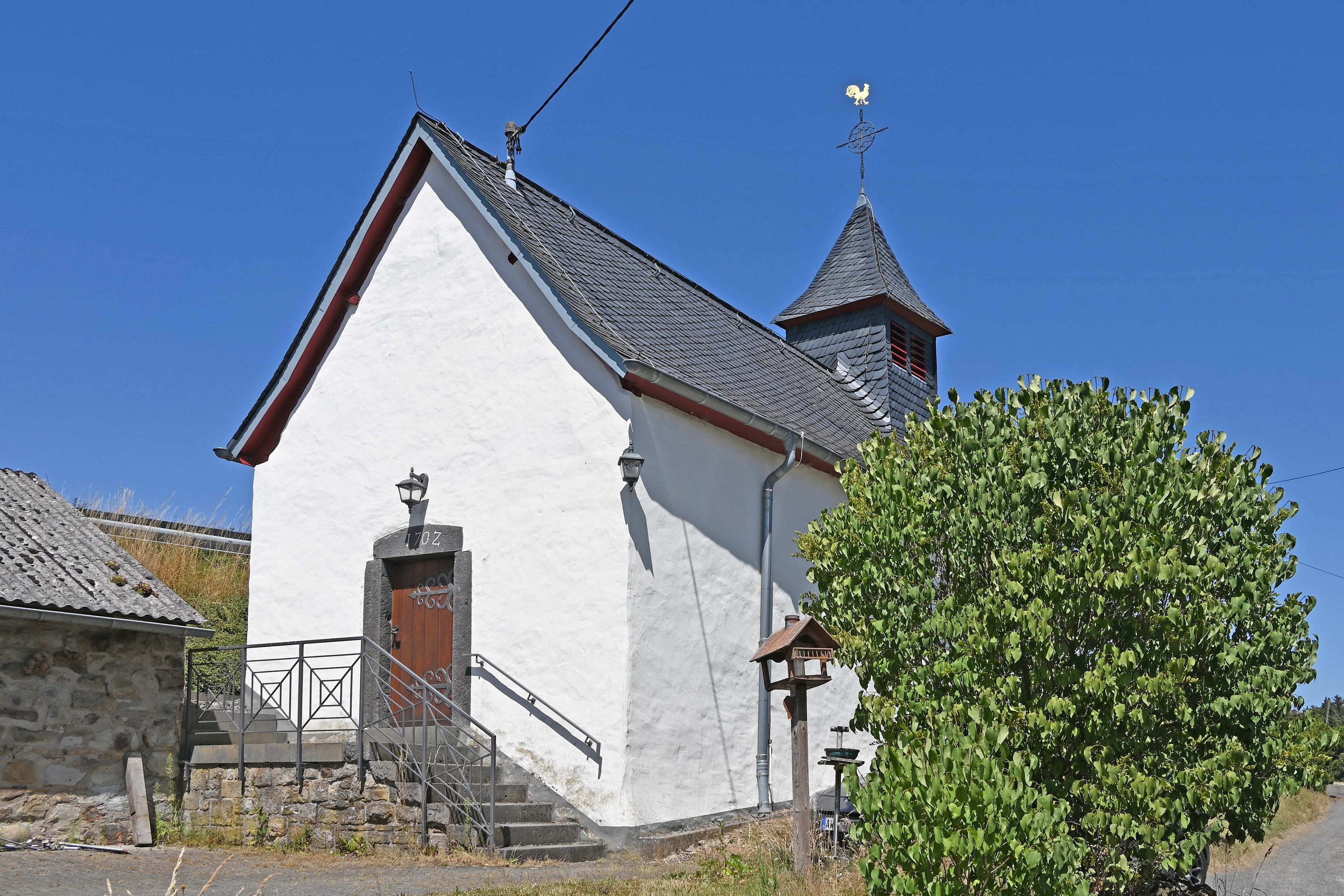
Kirche St. Georg auf dem Krebsbacher Hof

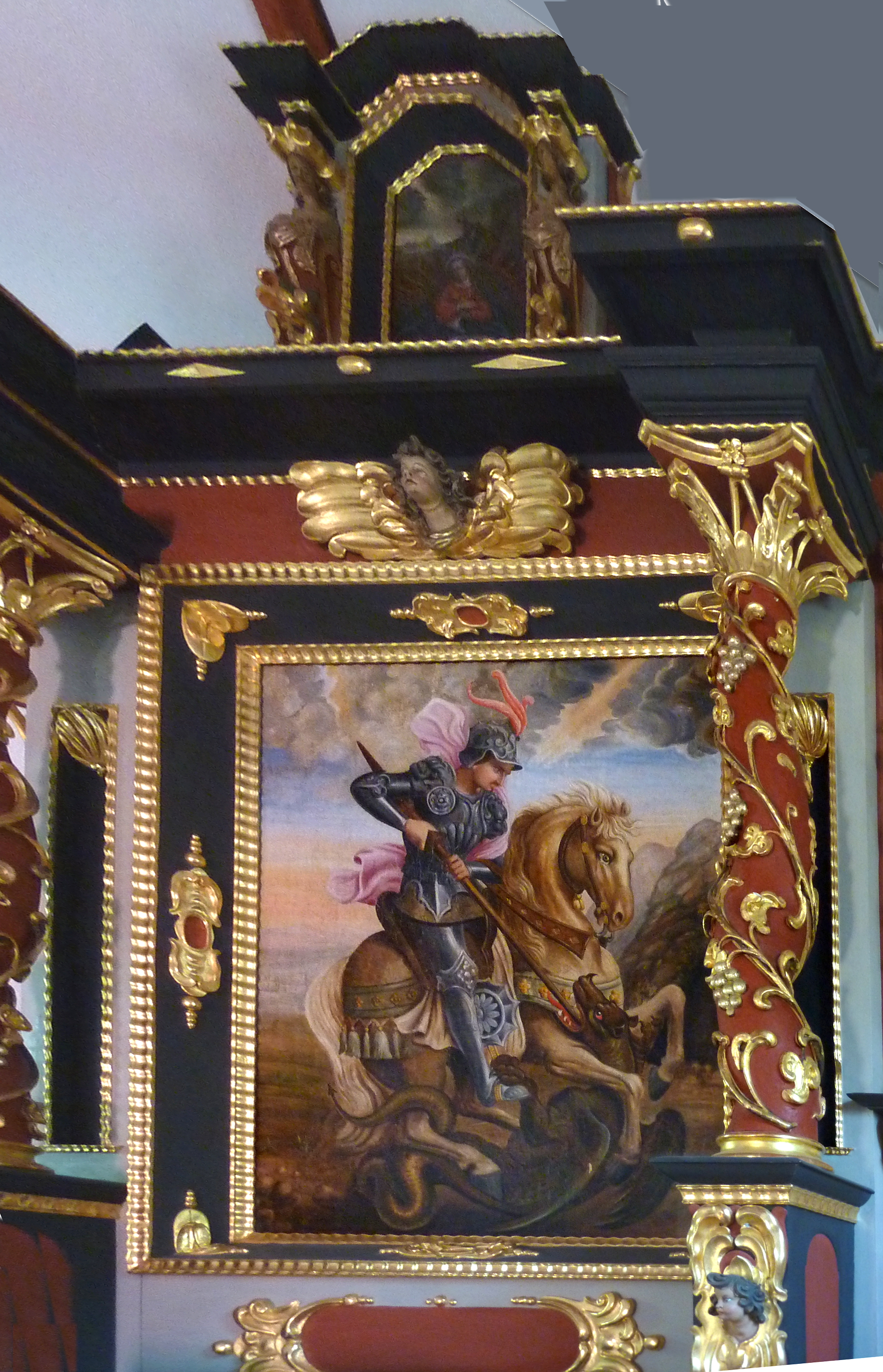
Altarbild mit der Darstellung des heiligen Georg

Die katholische Filialkirche St. Georg im Wohnplatz Krebsbacher Hof von Meuspath, einer Ortsgemeinde im Landkreis Ahrweiler in Rheinland-Pfalz, wurde in der Mitte des 16. Jahrhunderts errichtet. Die Kirche ist ein geschütztes Kulturdenkmal.

## Geschichte
Die Kirche entstand als Eigenkirche des Nürburger Burgmannengeschlechts. Sie wird erstmals 1563 genannt. Für das Jahr 1650, wahrscheinlich nach einem Neubau, ist die Kirchweihe überliefert.

## Architektur
Der einschiffige verputzte Bruchsteinbau mit dreiseitigem Ostschluss hat eine Länge von 11,40 m und eine Breite von 3,65 m. An den Längsseiten hat die Kirche je zwei rechteckige Fenster, an der Westfassade ein Portal mit Basaltlavarahmen. Auf dem schiefergedeckten Satteldach sitzt im Osten ein Dachreiter mit rechteckigen Schallöffnungen. Die Decke im Innern besteht aus einer Vierteltonne aus Holz mit unterlegten Rippen.

## Ausstattung
Auf dem Altar aus der zweiten Hälfte des 17. Jahrhunderts steht zwischen zwei gedrehten Säulen mit Rankenwerk ein Ölbild mit der Darstellung des heiligen Georg. Bekrönt ist der Altar mit einem Bild der Muttergottes. Rechts und links außen stehen Holzstatuen der Apostel Petrus und Paulus.